# Poculopsis
Poculopsis is een monotypisch geslacht van schimmels behorend tot de familie Helotiaceae. Het bevat alleen Poculopsis ogrensis.